# Departamento de Collipulli
| Departamento de Collipulli | Departamento de Collipulli                       |
| -------------------------- | ------------------------------------------------ |
| Cabecera:                  | Collipulli (1937)                                |
| Superficie:                | km²                                              |
| Habitantes:                | hab                                              |
| Densidad:                  | hab/km²                                          |
| Comunas/ Subdelegaciones:  | - Collipulli (desde 1937) - Ercilla (desde 1937) |
| Ubicación                  |                                                  |
|                            |                                                  |

| Departamento de Collipulli | Departamento de Collipulli                                                                                 |
| -------------------------- | --- |
| Cabecera:                  | Collipulli                                                                                                 |
| Superficie:                | km² |
| Habitantes:                | hab |
| Densidad:                  | hab/km² |
| Subdelegaciones:           | - 1a La Feria - 2a Estación - 3a Esperanza - 4a Ñanco - 5a Curaco - 6a Ercilla - 7a Pailahueque            |
| Municipalidades:           | - capital departamental: - Collipulli - otras municipalidades (1891) - Curaco (1891-1928) - Ercilla (1891) |
| Ubicación                  | |
|                            | |

El Departamento de Collipulli es una antigua división territorial de Chile. La cabecera del departamento fue Collipulli. 
Fue creado en 1887, junto con la Provincia de Malleco que fue creada por el presidente José Manuel Balmaceda. 
El 30 de diciembre de 1927, con el DFL 8582, se suprime el departamento de Collipulli, que pasa formar parte del nuevo Departamento de Angol. 
Con el DFL 8583, se fija los límites comunales del nuevo departamento de Angol. 
Posteriormente se restituye la Provincia de Malleco, y el Departamento de Collipulli vuelve a crearse.

## Límites
El Departamento de Collipulli limitaba:
- al norte con el Departamento de Mulchén.
- al oeste con el Departamento de Angol
- al sur con el Departamento de Traiguén, y desde 1893 Departamento de Mariluán
- Al este con el Cordillera de los Andes

Posteriormente el Departamento de Collipulli limitaba:
- al norte con el Departamento de Mulchén.
- al oeste con el Departamento de Angol
- al sur con el Departamento de Victoria
- Al este con la Cordillera de Los Andes

## Administración
La Ilustre Municipalidad de Collipulli se encargaba de la administración local del departamento, con sede en Collipulli, en donde se encontraba la Gobernación de Collipulli.
| Municipalidad Sede | Subdelegaciones |
| ------------------ | --------------- |
| Collipulli         | 1a, La Feria    |
| Collipulli         | 2a, Estación    |
| Collipulli         | 7a, Pailahueque |
| Curaco             | 3a, Esperanza   |
| Curaco             | 4a, Ñanco       |
| Curaco             | 5a, Curaco      |
| Ercilla            | 6a, Ercilla     |

En 1927 con el DFL 8582 se suprime el departamento

## Subdelegaciones
Las subdelegaciones cuyos límites fueron fijados con el decreto del 1° de septiembre de 1887, son las siguientes:
- 1a La Feria
- 2a Estación
- 3a Esperanza
- 4a Ñanco
- 5a Curaco
- 6a Ercilla
- 7a Pailahueque

## Comunas y Subdelegaciones (1927)
De acuerdo al DFL 8582 del 30 de diciembre de 1927, el territorio del Departamento de Collipulli pasa a formar parte del nuevo Departamento de Angol. De acuerdo al DFL 8583 del 30 de diciembre de 1927, la Municipalidad de Curaco se suprime, pasando a formar parte de la comuna-subdelegación de Collipulli, en el Departamento de Angol. 
En 1937 se restituye nuevamente el Departamento de Collipulli, con las comunas y subdelegaciones de Collipulli y Ercilla.